# Familie Sonnenfeld
Familie Sonnenfeld ("La famiglia Sonnenfeld") è una serie televisiva tedesca creata da Markus Meyer e prodotta dal 2005 al 2009 da Lisa Film per l'ARD. Protagonisti della serie sono Helmut Zierl, Marion Kracht, Jonas Laux, Sarah Körtge, Janos Körtge, Lavinia Thelen e Rosemarie Fendel.
La serie si compone di 9 episodi in formato di film TV e della durata di 90 minuti ciascuno. Il primo episodio, intitolato Ein Fall für Mama, fu trasmesso in prima visione in Germania da ARD 1 (Das Erste) il 10 febbraio 2005; l'ultimo, intitolato Abschied von Oma, fu trasmesso in prima visione il 6 marzo 2009.

## Trama
Protagonista della vicende è la famiglia Sonnenfeld, composta dal capofamiglia Carlo Sonnenfeld, da sua moglie Christina e dai loro quattro figli, Sven, di 20 anni, Sarah, di 15 anni, Nico di 12 anni e Tiffany, di 7 anni.  Completa il quadro familiare il cane Otto, mentre vicine di casa dei Sonnenfeld sono Marianne Sonnenfeld, madre di Carlo, e Brigitte.
In seguito, si assisterà al trasloco dell'intera famiglia Sonnenfeld nella casa di Marianne, molto più spaziosa.

## Episodi
| nº | Titolo originale         | Titolo italiano | Prima TV Germania | Prima TV Italia |
| -- | ------------------------ | --------------- | ----------------- | --------------- |
| 1  | Ein Fall für Mama        |                 | 10 febbraio 2005  |                 |
| 2  | Alle unter einem Dach    |                 | 2 febbraio 2006   |                 |
| 3  | Geheimnisse              |                 | 23 febbraio 2006  |                 |
| 4  | Vertrauen                |                 | 18 gennaio 2007   |                 |
| 5  | Glück im Unglück         |                 | 15 febbraio 2007  |                 |
| 6  | Veränderungen            |                 | 8 febbraio 2008   |                 |
| 7  | Angst um Tiffy           |                 | 15 febbraio 2008  |                 |
| 8  | Umzug in ein neues Leben |                 | 27 febbraio 2009  |                 |
| 9  | Abschied von Oma         |                 | 6 marzo 2009      |                 |